# Hungerburgbahn (1906–2005)

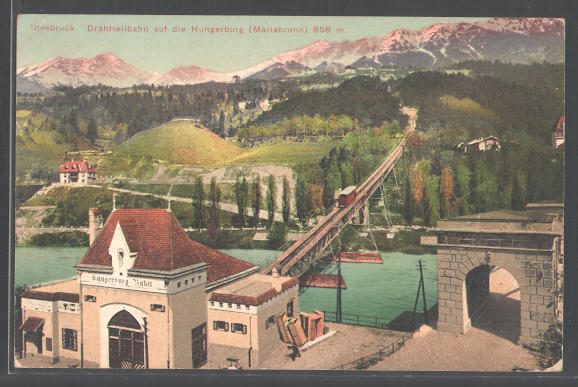
Hungerburgbahn, Postkarte um 1906 mit Kettenbrücke

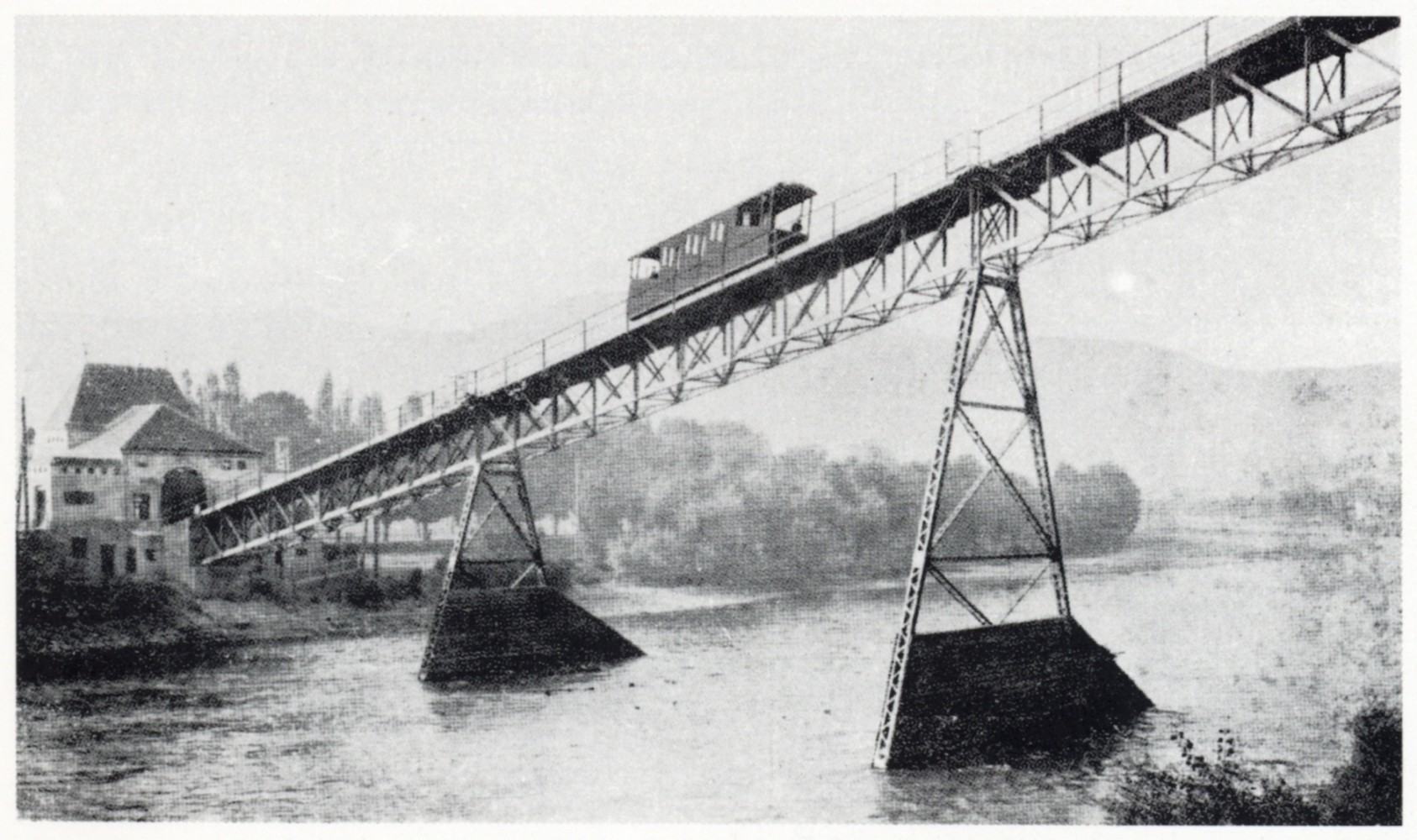
Historisches Bild der ersten Hungerburgbahn entstanden um 1906

Die Hungerburgbahn war eine Bergbahn in Innsbruck, welche von der Rotunde im Stadtteil Saggen – in der bis 2010 das Riesenrundgemälde aufbewahrt wurde – zur Hungerburg führte. Sie überwand dabei 286 Höhenmeter. Die Bahn wurde 2005, ein Jahr vor ihrem 100-Jahr-Jubiläum, zu Gunsten des Baus der teilweise neu trassierten und einen Kilometer längeren neuen Hungerburgbahn stillgelegt.

## Geschichte
Die erste Hungerburgbahn wurde von Ingenieur Josef Riehl geplant und verkehrte vom 12. September 1906 bis zum 8. Dezember 2005.
Sie führte von der Rotunde (572 m ü. A.) im Stadtteil Saggen, welche bis 2010 das Innsbrucker Riesenrundgemälde beherbergte, hinauf zur Hungerburg (858 m ü. A.).
Der denkmalgeschützte Stampfbeton-Viadukt unterhalb der Bergstation hat eine Länge von 160 Metern und eine durchschnittliche Höhe von 12 Metern. Er führt über 15 Bögen mit einer lichten Weite von 6 Metern. Von der Talstation führt eine als Stahlkonstruktion erbaute und ebenfalls denkmalgeschützte Brücke über den Inn. Am 31. Juli 1987 wurde eine Haltestelle für den nahe gelegenen Alpenzoo eröffnet, welche allerdings etwas unterhalb der Streckenmitte (Ausweiche) lag. Bei Bedienung dieser Haltestelle musste der höher gelegene Wagen auf freier Strecke warten.
Die Hungerburgbahn erschloss zusammen mit der Nordkettenbahn die Nordkette (Seegrube und das Hafelekar) und diente zum Teil als öffentliches Verkehrsmittel von den höher gelegenen Wohngebieten der Hungerburg in das Zentrum. Die Hungerburg ist ein Stadtteil, der um die Jahrhundertwende von Sebastian Kandler als touristisches Zentrum gegründet wurde. Im Dezember 2005 wurde die fast 100 Jahre alte Bahn zugunsten der neuen Hungerburgbahn eingestellt.

### Technische Daten
Die Höhendifferenz der Hungerburgbahn betrug 287 m, die Streckenlänge 839 m. Sie hatte Spurweite 1 m und Schienen nach dem Stanserhorn-Keilkopfformat. Die größte Neigung betrug 48,7 %, es konnten bis zu 92 Personen pro Kabine mit einer Fahrgeschwindigkeit von 4 m/s bzw. 2,5 m/s befördert werden. Mit dem ursprünglichen Wechselstrommotor von 1906 betrug die Fahrzeit 11 Minuten, pro Stunde konnten 300 Personen befördert werden. 1957/58 wurde die Bahn grundlegend überholt, das Längsprofil im oberen Teil der Strecke korrigiert und der alte Antrieb durch einen neuen Antrieb von 190 kW ersetzt.

### Heutiger Zustand
Bis heute ist die Talstation der alten Hungerburgbahn (unter Denkmalschutz, Listeneintrag) noch erhalten, ebenso die denkmalgeschützte Innbrücke (Listeneintrag) bzw. das denkmalgeschützte Stampfbeton-Viadukt (Listeneintrag) vor der Bergstation. In der Talstation befinden sich heute das Kulturzentrum und der Veranstaltungsort „Talstation“. Sie bietet neben Büro- und Seminarräumen für junge Innsbrucker Vereine und Initiativen auch eine Bar, einen Bandraum, einen Ausstellungsraum und ein Fotolabor. Die ehemalige Abfahrtshalle ist zu einer 250 Personen fassenden Veranstaltungshalle umfunktioniert worden, die z. B. für Theater, Konzerte, Diskussionen oder Filmvorträge vielseitig und ganzjährig genutzt werden kann. Die Gleisanlagen sind mittlerweile großteils abgebaut worden und die ehemalige Strecke ist weitgehend zugewachsen, allerdings noch sehr gut erkennbar.

## Bilder

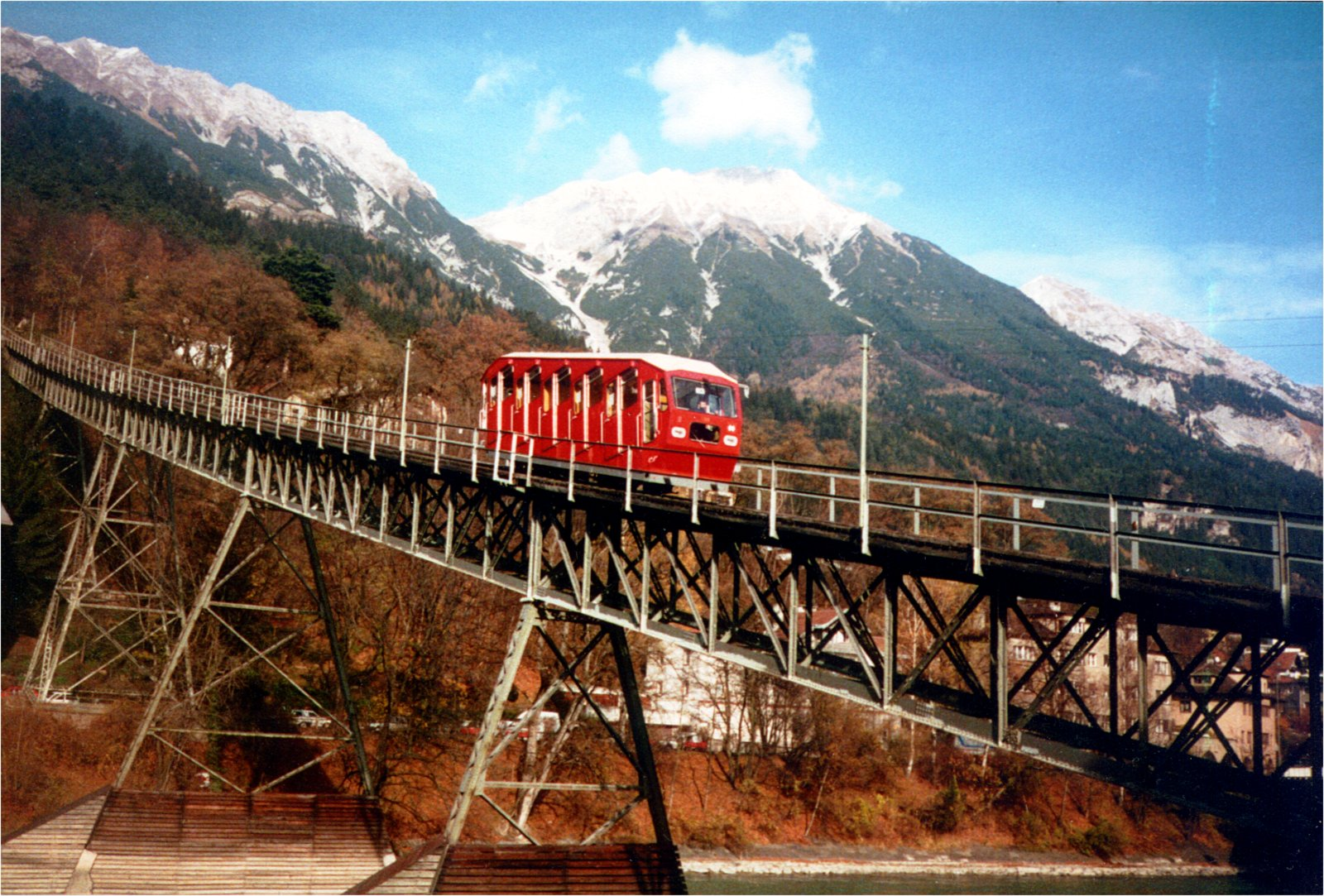
Die Innbrücke (1994)
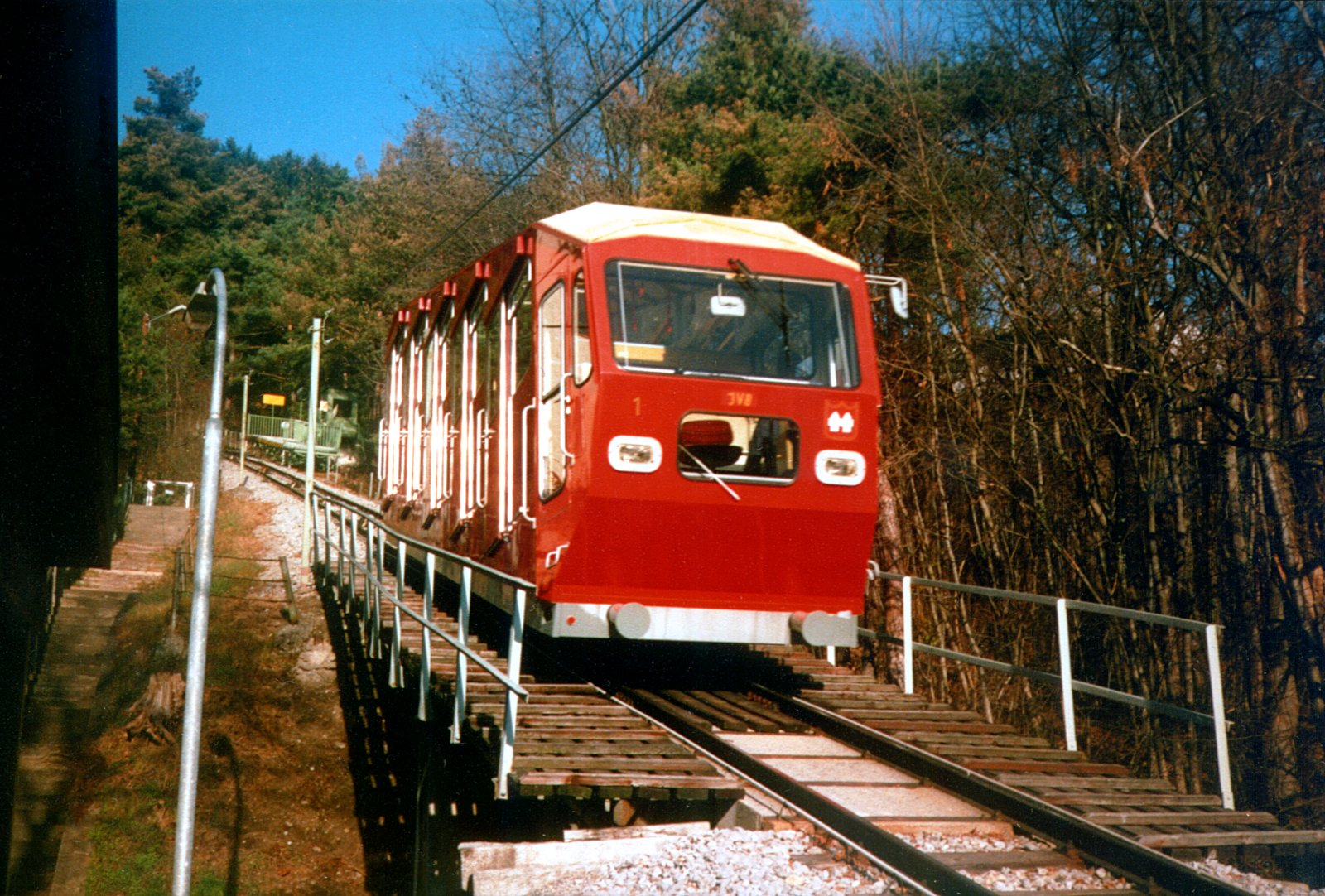
Brücke über Richardsweg (1994)
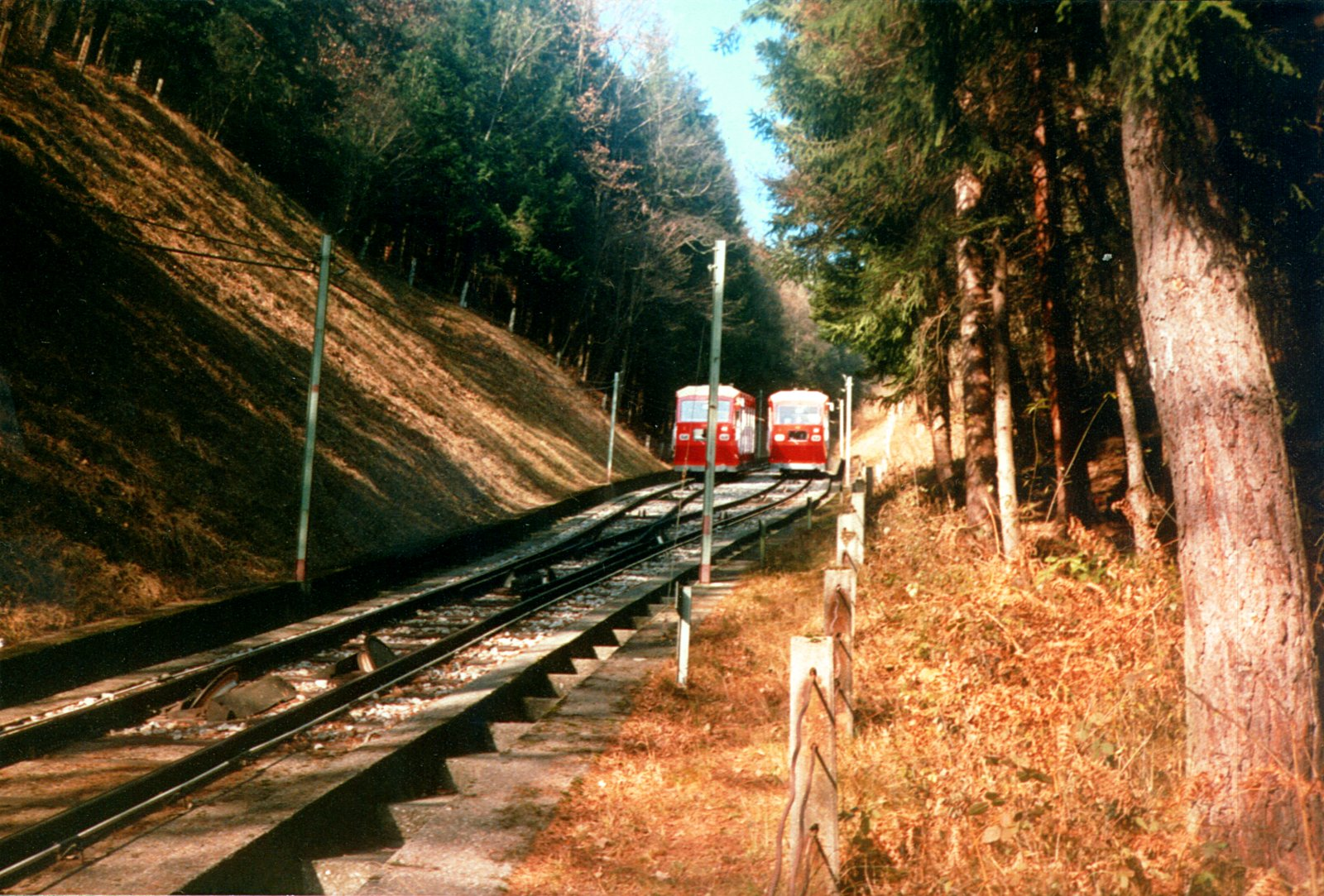
Die Ausweiche der alten Hungerburgbahn (1994)
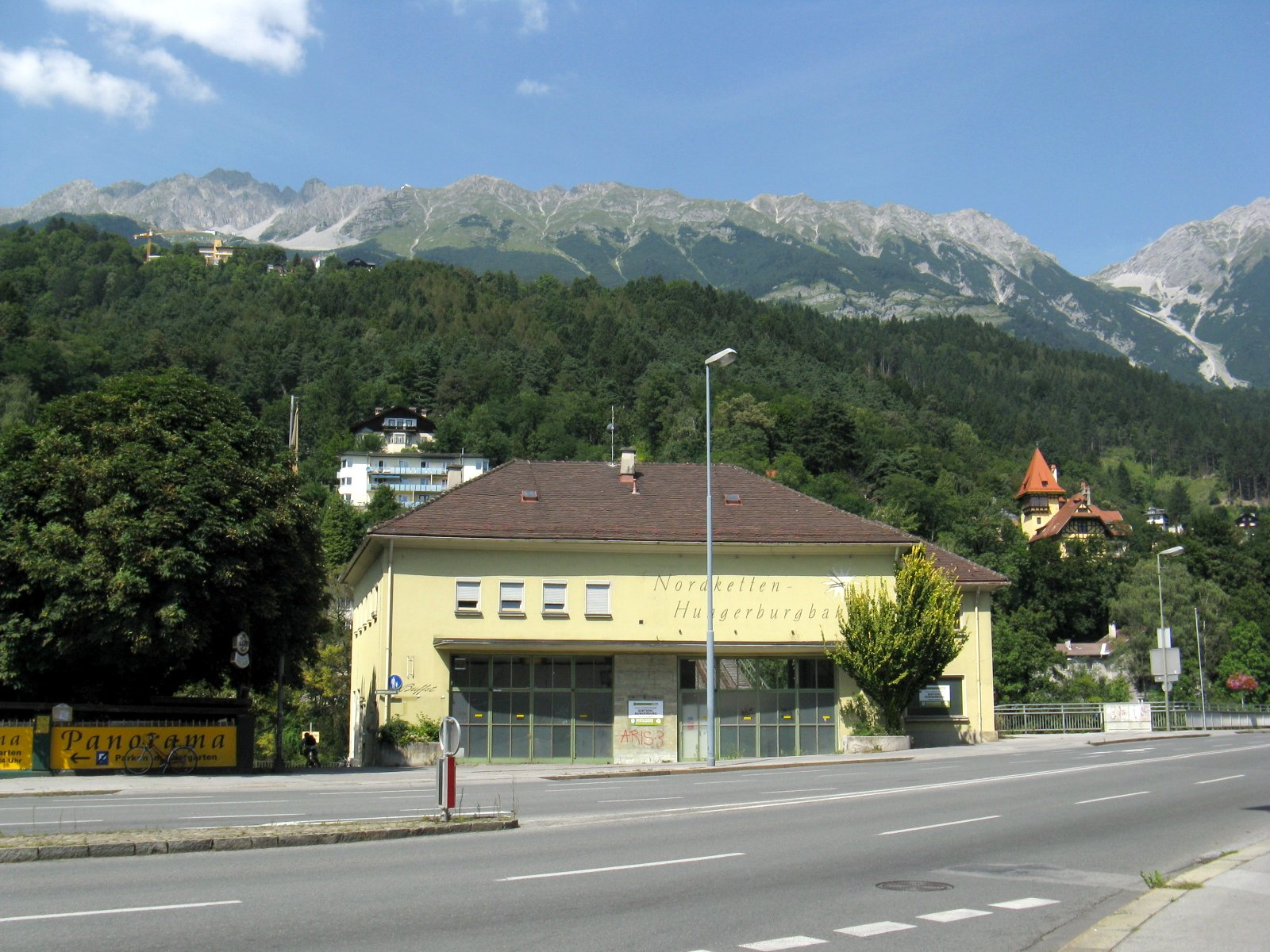
Die Talstation nach der Stilllegung (2008)
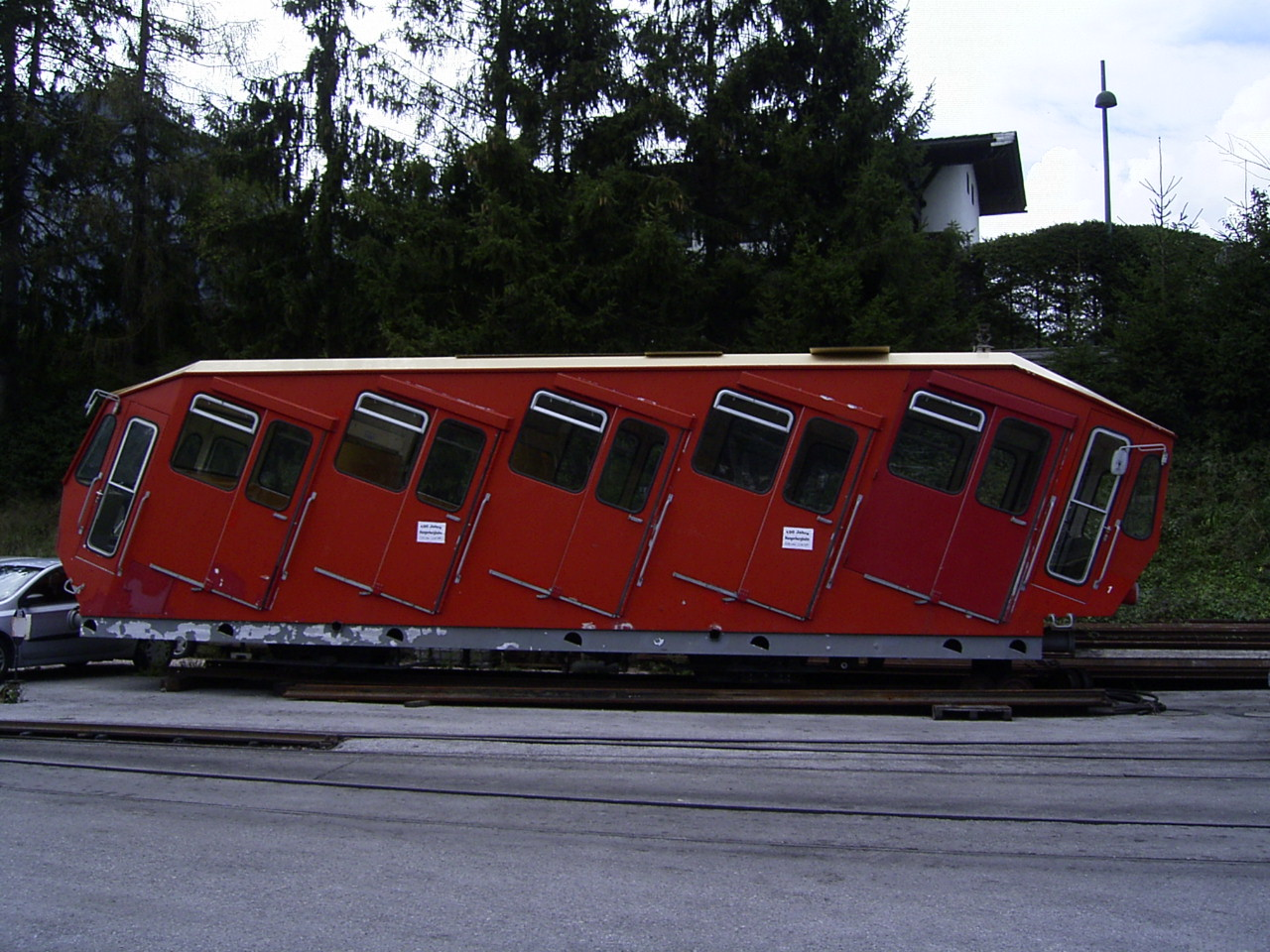
Einer der Wagen der Hungerburgbahn in Jenbach (nach der Stilllegung ausgestellt beim Bahnsteig der Achenseebahn (2006))